# Episodi di Una famiglia americana (seconda stagione)
La seconda stagione della serie televisiva Una famiglia americana è stata trasmessa in anteprima negli Stati Uniti d'America dalla CBS tra il 13 settembre 1973 e il 14 marzo 1974.
| nº | Titolo originale                | Titolo italiano | Prima TV USA      | Prima TV Italia |
| -- | ------------------------------- | --------------- | ----------------- | --------------- |
| 1  | The Journey                     |                 | 13 settembre 1973 |                 |
| 2  | The Odyssey                     |                 | 20 settembre 1973 |                 |
| 3  | The Separation                  |                 | 27 settembre 1973 |                 |
| 4  | The Theft                       |                 | 4 ottobre 1973    |                 |
| 5  | The Roots                       |                 | 11 ottobre 1973   |                 |
| 6  | The Chicken Thief               |                 | 18 ottobre 1973   |                 |
| 7  | The Prize                       |                 | 25 ottobre 1973   |                 |
| 8  | The Braggart                    |                 | 1º novembre 1973  |                 |
| 9  | The Fawn                        |                 | 8 novembre 1973   |                 |
| 10 | The Thanksgiving Story (Part 1) |                 | 15 novembre 1973  |                 |
| 11 | The Thanksgiving Story (Part 2) |                 | 15 novembre 1973  |                 |
| 12 | The Substitute                  |                 | 22 novembre 1973  |                 |
| 13 | The Bequest                     |                 | 29 novembre 1973  |                 |
| 14 | The Air Mail Man                |                 | 13 dicembre 1973  |                 |
| 15 | The Triangle                    |                 | 20 dicembre 1973  |                 |
| 16 | The Awakening                   |                 | 3 gennaio 1974    |                 |
| 17 | The Honeymoon                   |                 | 10 gennaio 1974   |                 |
| 18 | The Heritage                    |                 | 17 gennaio 1974   |                 |
| 19 | The Gift                        |                 | 24 gennaio 1974   |                 |
| 20 | The Cradle                      |                 | 31 gennaio 1974   |                 |
| 21 | The Fulfillment                 |                 | 7 febbraio 1974   |                 |
| 22 | The Ghost Story                 |                 | 14 febbraio 1974  |                 |
| 23 | The Graduation                  |                 | 21 febbraio 1974  |                 |
| 24 | The Five Foot Shelf             |                 | 7 marzo 1974      |                 |
| 25 | The Car                         |                 | 14 marzo 1974     |                 |